# 埃爾林孔 (拉斯帕爾馬斯區)
埃爾林孔（西班牙語：El Rincón），是巴拿馬的城鎮，位於該國中西部，由貝拉瓜斯省的拉斯帕爾馬斯區負責管轄，面積82.7平方公里，海拔高度130米，2010年人口2,574，人口密度每平方公里31.1人。